# La città del Sole

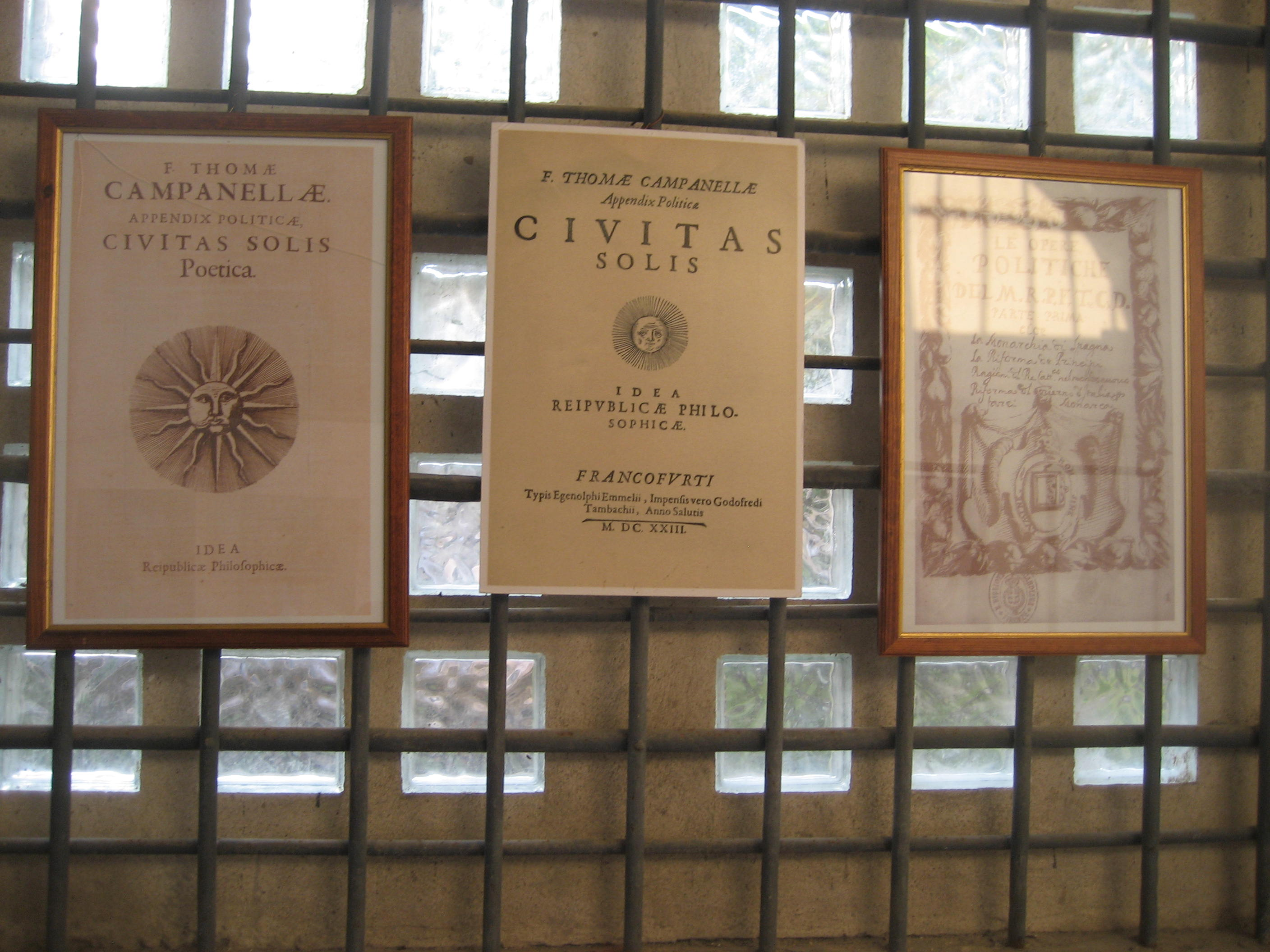
Civitas Solis

La città del Sole oder auch Civitas solis (deutsch „Die Stadt der Sonne“ (Sonnenstaat) in der ersten deutschen Ausgabe von 1623 „Anhang“ zu dem Werk Politik) ist ein 1602 von dem Dominikaner Tommaso Campanella verfasstes und 1623 publiziertes Werk, das den wirtschaftlichen und politischen Aufbau eines idealen Staates darstellt. Es handelt sich um eine der ersten politischen Utopien.

## Stil
Die Darstellung erfolgt in Form eines poetischen Dialoges zwischen einem genuesischen Schiffskommandanten und dem Großmeister der Hospitaliter. Der Genuese ist beim Großmeister zu Gast und erzählt von seiner letzten Reise und dem Aufenthalt im Sonnenstaat. Sein Gastgeber treibt das Gespräch mit Fragen zu Alltag, Politik und Lebensweise der „Solarier“ voran.

## Inhalt
Campanella führt im Sonnenstaat alle sozialen Übel auf das Privateigentum zurück. Dieses will er mit seiner kollektivistischen Gesellschaftsordnung, die sämtliche Lebensbereiche umfasst, beseitigen. Genau ermittelte Bedarfspläne bestimmen demnach die Produktion. Die Institution der Familie, die das materielle Denken fördert und deshalb das Privateigentum stützt, soll aufgelöst werden. An ihrer Stelle soll ein Frauen- und Kinderkommunismus verwirklicht werden, der eugenischen Zielen dient. Im „Sonnenstaat“ bedeutet die Gattung alles, das Individuum nichts. Politisch träumt Campanella von einer päpstlichen Universalmonarchie; im „Sonnenstaat“ liegt daher die Macht absolutistisch in den Händen der priesterlichen Hierarchie. Verkörpert wird sie durch den Metaphysikus (auch Sonne, lat. Sol genannt), der sowohl in der Geschichte aller Völker als auch in Physik, Religion und der Handwerkskunst bewandert ist. Vom Machthaber wird erwartet, dass er freiwillig zurücktritt, wenn sich ein fähigerer Solarier findet. Ihm stehen drei Hauptwürdenträger zur Seite: Pon („Macht“), Sin („Weisheit“) und Mor („Liebe“) – die sogenannten Triumvirn. Alle Belange des öffentlichen Lebens, angefangen beim Heereswesen, über die Wissenschaft bis zur Arbeit auf dem Acker, sind unter diesen dreien aufgeteilt. Dem Geist der damaligen Zeit entsprechend spielt die Astrologie eine große Rolle in Campanellas Werk.

## Einordnung
Campanellas Kommunismus entspringt „weniger … humanitär-eudämonischen Idealen als … ethisch-religiösen Motiven … Gegenüber dem neuzeitlich liberalen, auf das Empirische gerichteten Geist, der die Utopie eines Thomas Morus (Sir Thomas More) durchdringt, stellt Campanellas Staat eine Reaktion und Wendung zum Platonischen Rigorismus dar.“

## Trivia
Im Roman Anschlag auf Visionen von Wladimir Fjodorowitsch Tendrjakow wird der Sonnenstaat von Campanella verwirklicht, entwickelt sich aber zum Terrorregime.